# Stari Glog
Stari Glog je naseljeno mjesto u Republici Hrvatskoj u Zagrebačkoj županiji. 

## Zemljopis
Administrativno je u sastavu općine Gradec. Naselje se proteže na površini od 2,74 km².

## Stanovništvo
Prema popisu stanovništva iz 2001. godine u Starom Glogu živi 115 stanovnika i to u 38 kućanstava. Gustoća naseljenosti iznosi 41,97 st./km².
| broj stanovnika | 105   | 109   | 95    | 128   | 151   | 155   | 185   | 199   | 214   | 208   | 190   | 179   | 154   | 120   | 115   | 104   | 111   |
|                 | 1857. | 1869. | 1880. | 1890. | 1900. | 1910. | 1921. | 1931. | 1948. | 1953. | 1961. | 1971. | 1981. | 1991. | 2001. | 2011. | 2021. |

## Znamenitosti
- Hambar, zaštićeno kulturno dobro